# Jennifer Paige
Pour les articles homonymes, voir Paige.
Jennifer Paige, née le 3 septembre 1973 à Marietta (Géorgie, États-Unis), est une auteure-compositrice-interprète, choriste et actrice américaine, qui fut révélée en 1998 avec le titre Crush, issu de son premier album Jennifer Paige.
Après l'échec de son second opus Positively Somewhere en 2001, elle écrit pour Tomomi Kahala, LaShell Griffin, enregistre plusieurs bandes originales de films, puis apparait en tant que choriste sur les albums : Rejoyce : The Christmas Album de Jessica Simpson, Amazing Freedom du groupe vocal féminin Woman Of Faith et Small Sacrifice de Twila Paris.
Elle revient sur le devant de la scène en 2008 avec  les titres : Wasted, Underestimated, Ta voix en duo avec Lââm et Beautiful Lie en duo avec Nick Carter, extraits de l'album à succès : Best Kept Secret.
En 2010, elle intervient en tant que choriste sur l'intégralité des titres de l'opus The Story Of Your Life de Matthew West, puis fonde le groupe Paige&Palermo en compagnie du chanteur Coury Palermo.
En 2015, elle publie le single "Is It Ever Enough" sur sa chaine youtube. Dans un même temps, elle lance une campagne de récolte de fonds afin de produire son album Starflower via Kickstarter, qui sort en 2017.
Elle est également apparue en tant qu'actrice dans les productions filmiques : Libres comme le vent en 1999 et Les Country Bears en 2002.

## Biographie
Jennifer Scoggins, plus connue sous le pseudonyme de Jennifer Paige, est née le 3 septembre 1973 à Marietta, une ville proche d'Atlanta. Dès l'âge de cinq ans, elle souhaite devenir chanteuse. Désireuse de continuer sur cette voie, elle étudia alors les arts tels que la danse, le chant et le théâtre à la Pebblebrook High School. En 1996, Jennifer collabore avec le producteur Andy Goldmark. Ce dernier lui fait enregistrer une version dance d'un tube mythique d'Aretha Franklin, Chain of Fools. L'enregistrement attire instantanément l'attention du président Jonathan First, du label allemand Indie label, officiant sous la maison de disques Edel Records. Impressionné par le talent d'interprétation de Jennifer, ce dernier lui fera signer son premier contrat d'enregistrement.

## Carrière

### 1998-2000:1eralbuméponyme et succès international avecCrush
Le 11 août 1998, elle sort son premier album Jennifer Paige, contenant les trois singles Crush, Sober et Always You. L'opus, ainsi que les trois extraits, sont des succès mondiaux et propulsent Jennifer Paige au rang de superstar internationale.
En 1999, elle obtient un premier petit rôle dans le film Libres comme le vent. Dans un même temps, le titre Busted qui figure sur son premier album éponyme, est inclus dans la bande originale du film Simplement Irrésistible
, tandis que le single Always You est introduit dans celles d'Inspecteur Gadget et dans le film sud-coréen Shiri.
En 2000, elle enregistre le single Beautiful qui figure sur la bande originale du film Un automne à New York.

### 2001-2003: second albumPositively Somewhereet déconvenues avec son label
Le 18 septembre 2001, Jennifer publie un second album nommé Positively Somewhere. Le disque, ainsi que les deux singles, These Days et Stranded, sont des échecs, mais ils obtiennent cependant un meilleur accueil au Japon. La même année, elle écrit Never Say Never pour Tomomi Kahala.
En 2002, elle enregistre le titre Kick It Into Gear pour la bande originale du film Les Country Bears de Walt Disney Pictures, dont elle apparaît en tant qu'actrice.
Par manque de promotion de son dernier opus, Jennifer décide de ne pas renouveler son contrat avec sa maison de disques. Edel Records commercialise alors en 2003 : Flowers The Hits Collection, en termes de closes de contrat.

### 2004-2007: autres projets
En 2004, elle réalise l'intégralité des chœurs pour les opus Because I Can de Katy Rose et Soundlight de Keith Chagall, enregistre The Power of Destiny pour le film d'animation Rave, puis écrit Free pour l'artiste LaShell Griffin. En fin de cette même année, elle participe en tant que choriste sur les titres Let It Snow, Let It Snow, Let It Snow, The Christmas Song (Chestnuts Roasting on an Open Fire), O Holy Night, The Little Drummer Boy (duo avec Ashlee Simpson), What Christmas Means to Me et Breath Of Heaven (Mary's Song) sur l'album Rejoyce : The Christmas Album de Jessica Simpson.
En 2005, sa chanson Livin' It Today est choisie pour le téléfilm Panique Sur La Côte, tandis que le titre The Calling, illustre le récit télévisuel Pour sauver ma fille, en 2006.
En 2007, elle apparaît en tant que choriste sur l'intégralité des titres des opus Amazing Freedom du groupe vocal féminin Woman Of Faith et sur Small Sacrifice de Twila Paris. La même année, elle enregistre le morceau Gimme Gimme, pour la bande originale du film Grace Is Gone et retrouve son statut de chanteuse en signant un contrat d'enregistrement avec un label indien nommé Glor Music Production.

### 2008-2009: retour au succès avecBest Kept Secret
Le 25 avril 2008, elle sort un troisième opus intitulé Best Kept Secret, contenant deux extraits Wasted et Underestimated, qui sont des succès aux États-Unis, Allemagne, Autriche, Italie et en Suisse. La même année, elle interprète deux bandes originales de films : Lights Camera Christmas pour Happy Holidays et In The Sunshine pour Smart People.
Le 20 novembre 2009, l'album est réédité en édition deluxe, comprenant des nouveaux titres tels que : Ta voix en duo avec Lââm, Beautiful Lie en duo avec Nick Carter (membre du boys band Backstreet Boys) et Crush remixé par DJ Kore, producteur des compilations Raï'n'B Fever.

### 2010-2012: création du groupe Paige&Palermo et album de Noël
En 2010, elle intervient en tant que choriste sur l'intégralité des titres de l'opus The Story Of Your Life de Matthew West
, ainsi que sur le titre Love Comes Down de l'opus Kerrie Roberts de Kerrie Roberts, puis forme le groupe The Fury en compagnie de Coury Palermo. Ensemble, ils sortent deux singles : Silent Night en 2010 et Have Yourself a Merry Little Christmas en 2012. Entretemps, ils changent de nom pour Paige&Palermo.
En 2012, elle renouvelle l'expérience d'auteur en écrivant le titre Magic pour Smash Mouth, co-interprète Lost Under The Sun pour l'opus Islanders du groupe York, puis publie le 11 novembre 2012, Holiday, un album constitué exclusivement de chants traditionnels de Noël via les sites internet www.jenniferpaige.com & itunes.
Le 4 juin 2013, le groupe Paige&Palermo sort son premier album Stay, suivi du second opus Go, publié le 5 août 2013, tous deux disponibles uniquement en téléchargement légal. Le 11 novembre 2013, le titre Lost Under The Sun du groupe York auquel elle a collaboré en tant qu'interprète, sort en single.
Le 19 novembre 2013, elle publie le single Everything Is Better, prémices de son prochain opus.

### Depuis 2015: campagne via Kickstarter et5ealbumStarflower
En 2015, elle publie le single "Is It Ever Enough" sur sa chaine youtube. Dans un même temps, elle lance une campagne de récolte de fonds afin de produire son album Starflower via Kickstarter. En décembre 2016, son titre Let Me Love You, est inclus dans la compilation Nashville Indie Spotlight 2017.
Le 17 février 2017, elle publie le single The Devil's In The Details. Un second single Let Me Love You est commercialisé le 3 mars 2017. Forget Me Not, le 3e single est dévoilé le 17 mars 2017. Son cinquième opus Starflower sort le 31 mars 2017. L’album reçoit d’excellentes critique dont une par le magazine Billboard, qui le qualifie comme l’un des meilleurs album de ce début d’année,.

## Influences
Jennifer cite comme influences : Annie Lennox, Mariah Carey, Sade, George Michael et Etta James.

## Discographie

### Albums
- 1998 : Jennifer Paige
- 2001 : Positively Somewhere
- 2003 : Flowers The Hits Collection
- 2008 : Best Kept Secret
- 2012 : Holiday
- 2017 : Starflower

### Singles
| Titre                                                     | Année | Meilleure position | Meilleure position | Meilleure position | Meilleure position | Meilleure position | Meilleure position | Meilleure position | Meilleure position | Meilleure position | Meilleure position | Album                             |
| Titre                                                     | Année | É-U                | CAN                | R-U                | AUS                | N-Z                | FRA                | P-B                | ESP                | ALL                | AUT                | Album                             |
| --------------------------------------------------------- | ----- | ------------------ | ------------------ | ------------------ | ------------------ | ------------------ | ------------------ | ------------------ | ------------------ | ------------------ | ------------------ | --------------------------------- |
| Crush                                                     | 1998  | 3                  | 1                  | 4                  | 1                  | 1                  | 4                  | 6                  | 1                  | 15                 | 10                 | Jennifer Paige                    |
| Sober                                                     | 1999  | —                  | —                  | 68                 | 58                 | 45                 | —                  | —                  | —                  | —                  | —                  | Jennifer Paige                    |
| Always You                                                | 1999  | —                  | —                  | 97                 | —                  | —                  | —                  | —                  | —                  | —                  | —                  | Jennifer Paige                    |
| Beautiful (bande originale du film Un automne à New York) | 2000  | —                  | —                  | —                  | —                  | —                  | —                  | —                  | —                  | —                  | —                  | —                                 |
| These Days                                                | 2001  | —                  | —                  | —                  | —                  | —                  | —                  | —                  | —                  | —                  | —                  | Positively Somewhere              |
| Stranded                                                  | 2002  | —                  | —                  | 79                 | —                  | —                  | —                  | 83                 | —                  | —                  | —                  | Positively Somewhere              |
| Wasted                                                    | 2008  | —                  | —                  | —                  | —                  | —                  | —                  | —                  | —                  | —                  | —                  | Best Kept Secret                  |
| Underestimated                                            | 2008  | —                  | —                  | —                  | —                  | —                  | —                  | 26                 | —                  | —                  | —                  | Best Kept Secret                  |
| Ta voix (avec Lââm)                                       | 2008  | —                  | —                  | —                  | —                  | —                  | 37                 | —                  | —                  | —                  | —                  | Best Kept Secret                  |
| Beautiful Lie (featuring Nick Carter)                     | 2009  | —                  | —                  | —                  | —                  | —                  | —                  | —                  | —                  | 19                 | 49                 | Best Kept Secret (Édition Deluxe) |
| Everything is Better                                      | 2013  | —                  | —                  | —                  | —                  | —                  | —                  | —                  | —                  | —                  | —                  | -                                 |
| Is It Ever Enough                                         | 2015  | —                  | —                  | —                  | —                  | —                  | —                  | —                  | —                  | —                  | —                  |                                   |
| The Devil's In The Details                                | 2017  | —                  | —                  | —                  | —                  | —                  | —                  | —                  | —                  | —                  | —                  | Starflower                        |
| Let Me Love You                                           | 2017  | —                  | —                  | —                  | —                  | —                  | —                  | —                  | —                  | —                  | —                  | Starflower                        |
| Forget Me Not                                             | 2017  | —                  | —                  | —                  | —                  | —                  | —                  | —                  | —                  | —                  | —                  | Starflower                        |

### Bandes originales de films
- "Busted" pour la bande originale du film Simplement Irrésistible (1999)
- "Always You" pour la bande originale du film Inspecteur Gadget (film) (1999)
- "Always You" pour la bande originale du film Shiri (1999)
- "Beautiful" pour la bande originale du film Un automne à New York (2000)
- "Kick It Into Gear" pour la bande originale du film Les Country Bears (2002)
- "The Power Of Destiny" pour la bande originale du film Rave (2004)
- "Livin'It Today" pour la bande originale du téléfilm Panique Sur La Côte (2005)
- "The Calling" pour la bande originale du téléfilm Pour sauver ma fille (2006)
- "Gimme Gimme" pour la bande originale du film Grace Is Gone  (2007)
- "Lights Camera Christmas" pour la bande originale du film Happy Holidays (2008)
- "In The Sunshine" pour la bande originale du film Smart People  (2008)

### Apparitions en tant que choriste
- Katy Rose - intégralité des titres de l'album Because I Can de Katy Rose (2004)
- Keith Chagall - intégralité des titres de l'album Soundlight de Keith Chagall (2004)
- Jessica Simpson - "Let It Snow, Let It Snow, Let It Snow"  sur l'album Rejoyce : The Christmas Album de Jessica Simpson (2004)
- Jessica Simpson - "The Christmas Song (Chestnuts Roasting On A Open Fire)"  sur l'album Rejoyce : The Christmas Album de Jessica Simpson (2004)
- Jessica Simpson - "O Holy Night"  sur l'album Rejoyce : The Christmas Album de Jessica Simpson (2004)
- Jessica Simpson - "The Little Drummer Boy (en duo avec Ashlee Simpson)"  sur l'album Rejoyce : The Christmas Album de Jessica Simpson (2004)
- Jessica Simpson - "What Christmas Means To Me"  sur l'album Rejoyce : The Christmas Album de Jessica Simpson (2004)
- Jessica Simpson - "Breath Of Heaven (Mary's Song)"  sur l'album Rejoyce : The Christmas Album de Jessica Simpson (2004)
- Woman Of Faith - intégralité des titres de l'album Amazing Freedom de Woman Of Faith (2007)
- Twila Paris - intégralité des titres de l'album Small Sacrifice de Twila Paris (2007)
- Matthew West - intégralité des titres de l'album The Story Of Your Life de Matthew West (2010)
- Kerrie Roberts - Love Comes Down de Kerrie Roberts de Kerrie Roberts (2010)

### Écritures de chansons pour d'autres artistes
- Tomomi Kahala - Never Say Never (2001)
- LaShell Griffin - Free (2004)
- Smash Mouth - Magic (2012)

## Filmographie
- 1999 : Libres comme le vent (Tumbleweeds) de Gavin O'Connor (une infirmière)
- 2002 : Les Country Bears de Peter Hastings (la serveuse)